# Ludwig Marburg
Ludwig (Louis) Heinrich Marburg (* 16. April 1808 in Marienberg; † 8. April 1878) war ein Kaufmann und Politiker.

## Leben
Marburg war der Sohn des Kaufmanns und Sattlers Karl Ludwig Marburg (* 3. September 1782 in Siegen; † 3. März 1864 in Frankfurt am Main) und dessen Ehefrau Anna Maria geborene Schmidt (* 2. Juni 1785 in Höhn/Westerwald; † 16. März 1834 in Rennerod). Marburg, der evangelischer Konfession war, heiratete am 14. März 1832 in Marienberg/Westerwald Johanna Chelius (* 18. Oktober 1811 in Diez; † 19. Mai 1847 in Wiesbaden), die Tochter des Dekans Franz Wilhelm Carl Chelius und der Johanna Christina geborene Göbel. Nach dem Tod der ersten Ehefrau heiratete er am 10. September 1848 in Schierstein in zweiter Ehe Louise Magdalena Wilhelmine Weilbacher (* 22. August 1824 in Herborn), die Tochter des Medizinalassistenten Oswald Weilbacher und der Klara Josepha Mergler.
Marburg lebte als Kaufmann zunächst in Wiesbaden, dann in Frankfurt am Main. Seine Firma Louis Marburg & Söhne handelte mit Eisenwaren. Von 1871 bis 1874 war er Mitglied der Frankfurter Handelskammer.
Nach der Märzrevolution 1848 war er Gründungs- und Vorstandsmitglied des „Vereins für Freiheit, Gesetz und Ordnung“ in Wiesbaden. Von 
1853 bis 1857 (als Nachfolger von Gottfried Ruß) war er Mitglied der Ersten Kammer der Landstände des Herzogtums Nassau, gewählt aus der Gruppe der Gewerbetreibenden.